# Aragackij Syr
El Aragackij Syr es un queso de Armenia, elaborado con leche cruda de oveja, aunque puede mezclarse con leche de vaca. Está recubierto por limo microbiano blanco. La pasta se prensa para la elaboración de este queso. El tamaño es mediano y la forma varía, siendo la más frecuente la barra cilíndrica. Se trata de un queso semiduro, elástico y suave, limpio al corte; la pasta es de color amarillo brillante, más amarillo cuanta más leche de vaca lleve incorporada. Resulta limpio al corte, observándose la presencia de agujeros redondos y ovalados, írregulares. Es un queso muy aromático. 

## Enlaces
- Aragackij en whatamieating.com (en inglés)

- Datos: Q5702216